# Jonathan Jarvis

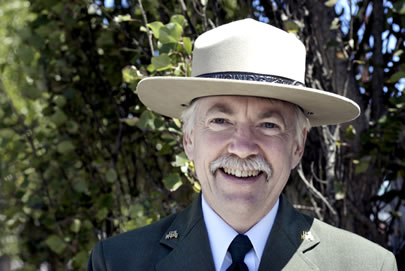
Jonathan Jarvis

Jonathan B. Jarvis (26 juni 1953) is de 18e directeur van de National Park Service, het federale agentschap bevoegd met het beheer van onder andere de nationale parken van de Verenigde Staten.
Tot 2009 was Jarvis regionaal directeur van de regio Pacific West van de National Park Service. Hij werkte al meer dan dertig jaar bij het agentschap, onder andere als superintendent van Mount Rainier National Park, Craters of the Moon National Monument and Preserve en Wrangell-St. Elias National Park and Preserve. Op 10 juli 2009 nomineerde president Barack Obama hem als directeur van de Service, volgend op het ontslag van Mary A. Bomar in januari 2009. De Senaat bevestigde die nominatie op 25 september. Op 2 oktober legde hij de eed af.